# 3-aminofenol
3-aminofenol is een organische verbinding met als brutoformule C6H7NO. De stof komt voor als witte kristallen, die goed oplosbaar zijn in heet water. De kristallen worden bruin bij blootstelling aan licht of lucht.

## Synthese
3-aminofenol wordt bereid door reductie van 3-nitrofenol met diwaterstof en een katalysator, bijvoorbeeld ijzer.